# Mamut
Mamut is een bestuurslaag in het regentschap Lingga van de provincie Riau-archipel, Indonesië. Mamut telt 1168 inwoners (volkstelling 2010).